# Sergei Fjodorowitsch Schilkin

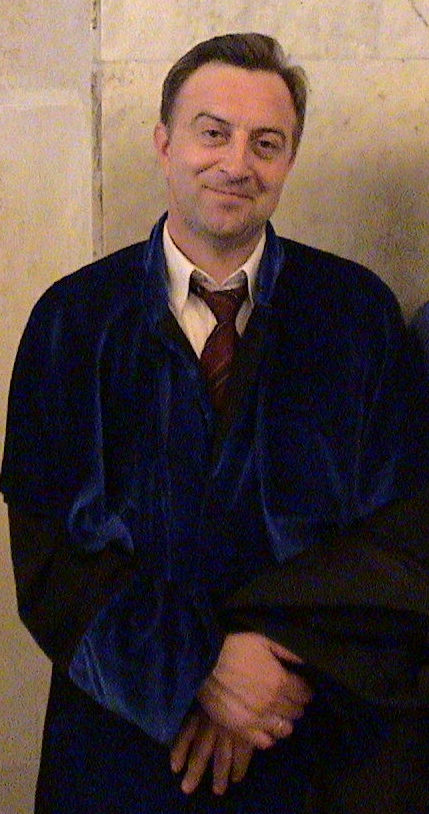
Sergei Fjodorowitsch Schilkin

Sergei Fjodorowitsch Schilkin (russisch Сергей Фёдорович Жилкин; * 20. Juni 1960 in Orsk, RSFSR, UdSSR; † 15. November 2008 in Toljatti, Russische Föderation) war ein russischer Politiker und Bürgermeister der Stadt Toljatti.

## Leben
1982 schloss Schilkin sein Studium am Polytechnischen Institut in Toljatti (heute Staatliche Universität Toljatti) als Elektro- und Maschinenbauingenieur ab. Einen weiteren Abschluss erwarb er Mitte 1990er Jahre von der Russischen Akademie für öffentliche Verwaltung beim russischen Präsidenten. 
In den Jahren 1990–1991 war Schilkin Abgeordneter des Bezirksrats von Toljatti bevor er zum Leiter der Exekutive des Awtosowodskij Bezirks der Stadt ernannt wurde. Zwischen 1994 und 2000 bekleidete Schilkin den Posten des Bürgermeisters von Toljatti. Von 2000 bis 2008 war er Rektor der von ihm selbst gegründeten Staatlichen Universität Toljatti. 
Am 15. November 2008 wurde Schilkin von einer unbekannten Person mit zehn Messerstichen getötet.